# Метод відновлення вибійного тиску
Метод відновлення вибійного тиску (рос. метод восстановления забойного давления; англ. bottom-hole pressure build-up method, bottom-hole repressuring method, нім. Druckaufbaumessung f, DAM, Methode f der Druckwiederherstellung, Methode f der Wiederherstellung des Sohlendrucks) – 
- 1) Метод гідродинамічного дослідження свердловини на неусталених режимах фільтрації рідини або газів, суть якого полягає в тому, що після експлуатації свердловини з постійним дебітом (витратою) її зупиняють, вимірюють зміну (відновлення) вибійного тиску в часі, а за результатами визначають параметри пласта і свердловини.

- 2) Гідродинамічний метод визначення фільтраційних характеристик пласта в свердловині, оснований на вивченні неусталених процесів фільтрації рідин або газів, який передбачає або вивчення процесів зміни вибійного тиску і дебіту свердловини в часі чи при переході від одного усталеного режиму експлуатації до другого, або в найпростішому варіанті – безперервну реєстрацію (протягом певного часу) вибійного тиску свердловини після припинення її експлуатації.